# Winston Scott
Pour les articles homonymes, voir Scott.
Winston Elliott Scott est un astronaute américain né le 6 août 1950.

## Vols réalisés
- STS-72 Endeavour, lancée le 11 janvier 1996
- STS-87, lancée le 19 novembre 1997

Il a effectué 3 sorties dans l'espace.

## Honneur
L'astéroïde (103734) Winstonscott a été nommé en son honneur le 27 janvier 2021, dans la Minor Planet Circular no 128944.